# Galerija Miroslav Kraljević
Galerija Miroslav Kraljević (GMK) je nezavisna i neprofitna galerija posvećena suvremenoj umjetnosti u Zagrebu.

## Povijest
Galerija je osnovana 1986. u Zagrebu na inicijativu skupine nezavisnih kustosa, kritičara i umjetnika. Nazvana je po Miroslavu Kraljeviću, istaknutom hrvatskom umjetniku, čiji je rad imao značajan utjecaj na razvoj hrvatske moderne likovne umjetnosti na početku 20. stoljeća. Od samih se početaka programski usmjerava na istraživanje i predstavljanje suvremenih umjetničkih praksi. Pod vodstvom povjesničara umjetnosti Branka Franceschija, galerija proširuje svoj utjecaj, organizirajući preko 350 izložbi, performansa, predavanja i prezentacija.
Do 2017. godine, bila je dio Udruge građana KUD INA. U težnji za većom transparentnošću i fokusiranijim upravljanjem, galerija se odvaja i transformira u Generator multidisciplinarnih koprodukcija (GMK), nezavisnu udrugu čije su osnivačice tadašnje voditeljice i kustosice Ana Kovačić, Sanja Sekelj i Lea Vene. Novoformirana udruga postaje pravna i programska sljednica dotadašnjeg rada GMK-a čime se održava neprekinuto javno, kulturno i umjetničko djelovanje galerije.
Antonia Majača preuzima vodstvo 2005. godine. U suradnji s Ivanom Bago, preusmjeruje kustoski fokus na dugoročne projekte koji se bave temama političkog, kulturnog i estetskog sjećanja. Ovo razdoblje obilježava suradnju s brojnim značajnim umjetnicima i grupama te jačanjem veza s međunarodnom umjetničkom zajednicom. Umjetnici čija su djela naručena i predstavljena na izložbama uključuju, između ostalih, Sanju Iveković, Omera Fasta, Asiera Mendizabala, Ahmeta Oguta, Mladena Stilinovića, Igora Grubića, Patriciu Esquivias, Nicolinu van Harskamp, grupu Spomenik i brojne druge.
Od 2012. do 2021., Ana Kovačić i Lea Vene preuzimaju vodstvo galerije, stavljajući naglasak na promociju mladih lokalnih umjetnika i inovativne projekte. Iniciraju dva nova projekta: Otvoreni studio i Tvornicu. Ovaj period obilježava otvaranje galerije prema novim, procesualnim pristupima u umjetnosti te jačanjem njenog društvenog i edukativnog utjecaja. Prvi veliki međunarodni projekt koje ostvaruju u ovom prostoru, sa Sanjom Sekelj, bio je "Likvidacija", realiziran u suradnji s centrom Stacion iz Prištine i samostalnom kustosicom Sarah Lookofsky iz New Yorka. "Likvidacija" se bavi raznim aspektima procesa privatizacije, a kulminira 2014. godine velikom međunarodnom izložbom u galeriji i javnim prostorima grada te konferencijom. U okviru programa galerije, pokrenute su višegodišnje suradnje s romskom zajednicom u Vrtnom putu, umjetnička istraživanja u suradnji sa ZMAG-om, te serije edukativnih i participativnih programa za djecu i osobe starije životne dobi.
Od 2025. godine, vodstvo galerije preuzimaju Tea Matanović, dramaturginja i producentica, te Antonela Solenički, kustosica.

## Priznanja i dosezi
Vijeće Europe uvrstilo je galeriju u Apollonia Guide, vodič za Srednju i Istočnu Europu, a 1997. Galerija je pokrenula i prve neprofitne mrežne stranice u Hrvatskoj. Zbog svojeg značaja kao najvećeg resursa o suvremenoj umjetnosti u Hrvatskoj, mrežne su stranice galerije 2000. godine uvrštene na UNESCO-ov popis svjetski relevantnih kulturnih resursa.

## Upravljanje i tim
Galeriju su dosada vodili:

### Aktualni tim
- Tea Matanović, voditeljica GMK, dramaturginja i producentica
- Antonela Solenički, voditeljica GMK i kustosica
- Marlen Ban, asistentica produkcije

### Umjetnički savjet za 2025.
- Ana Kovačić
- Lea Vene
- Tihana Bertek
- Sonja Bregrad
- Tea Kantoci

### Umjetnički direktori
- Branko Franceschi (1989. – 2004.)
- Antonia Majača (2005. – 2011.)
- Ana Kovačić i Lea Vene (2012. – 2021.)
- Lovro Japundžić i Maja Pavlinić (2022.)
- Maja Pavlinić (2023. –  2024.)

### Prijašnji članovi kustoskog tima
- Ivana Bago (2005. – 2012.)
- Sanja Sekelj (2013. – 2016.)
- Barbara Gregov (2023. – 2024.)
- Petar Vranjković (2023. –  2024.)

### Kustoski asistenti na programu stručnog osposobljavanja
- Irena Tomašić
- Tina Rajić
- Lovro Japundžić (2017.)
- Matija Prica (2018.)
- Maja Pavlinić (2019.)
- Marko Gutić Mižimakov (2019. – 2020.)

## Vanjske poveznice
- Galerija Miroslav Kraljević